# Comté de Sevier (Tennessee)
Pour les articles homonymes, voir Comté de Sevier.
Le comté de Sevier est un comté de l'État du Tennessee, aux États-Unis.

## Photos

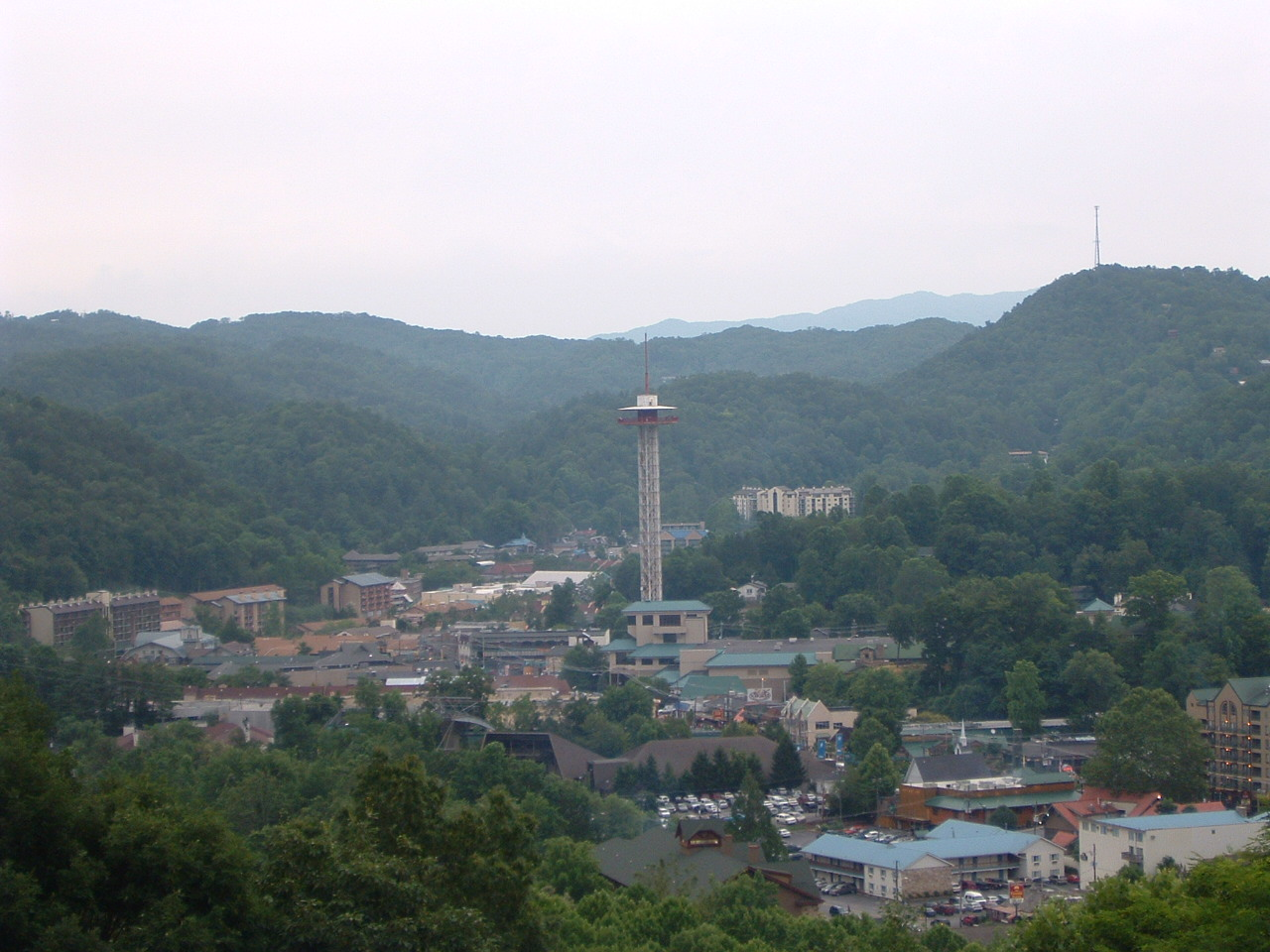
Gatlinburg.
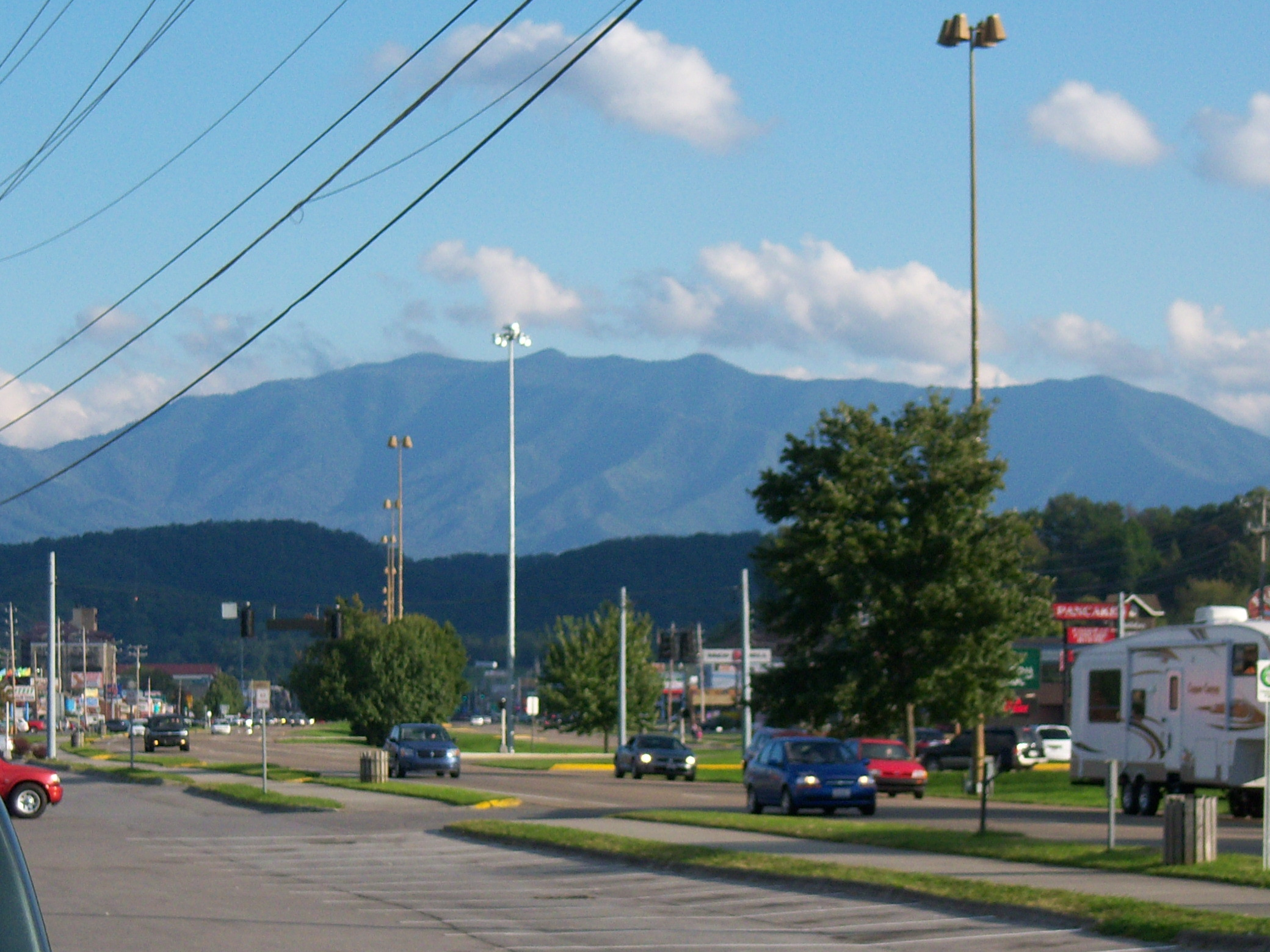
Pigeon Forge.
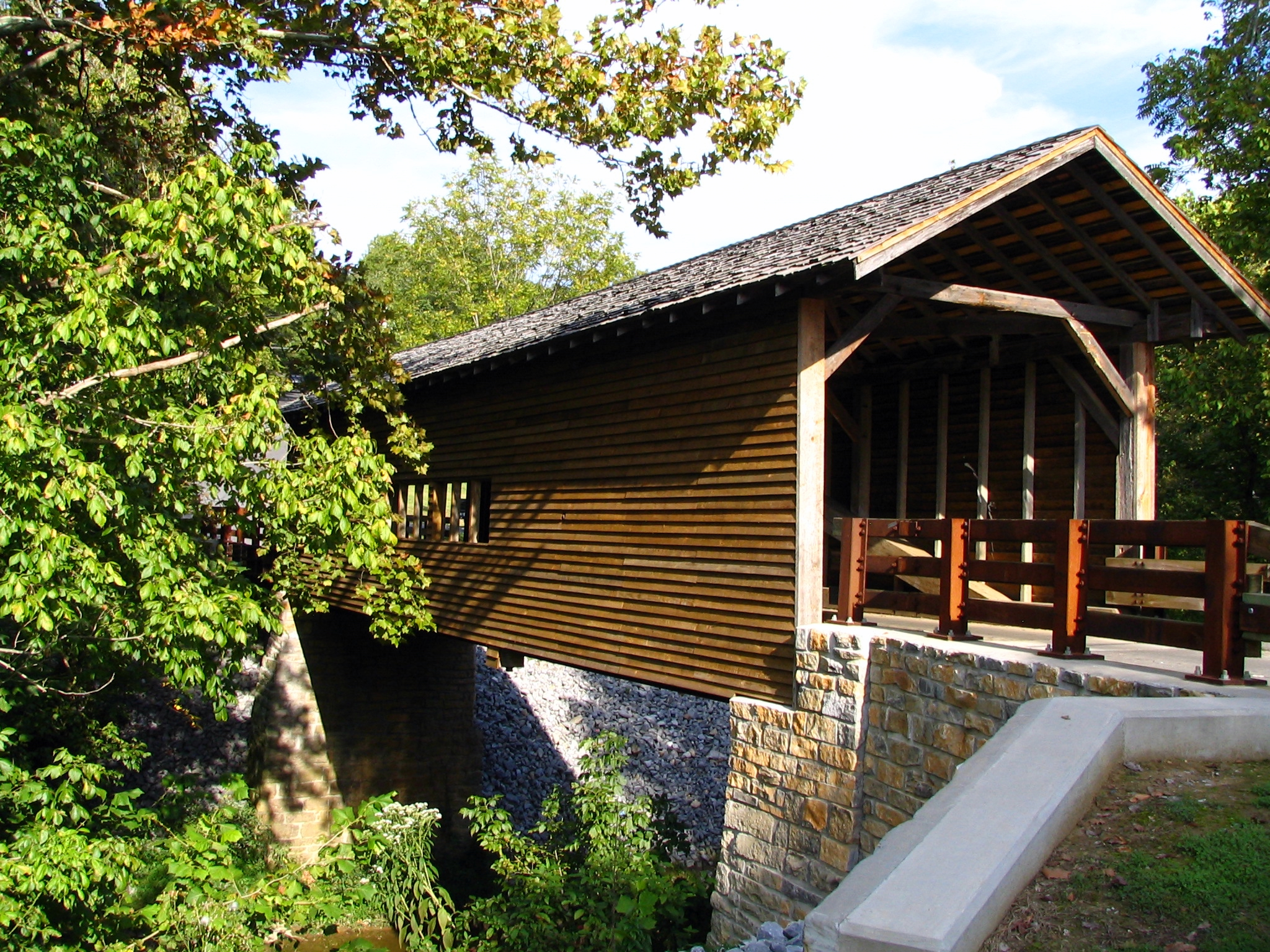
Pont couvert à Sevierville.
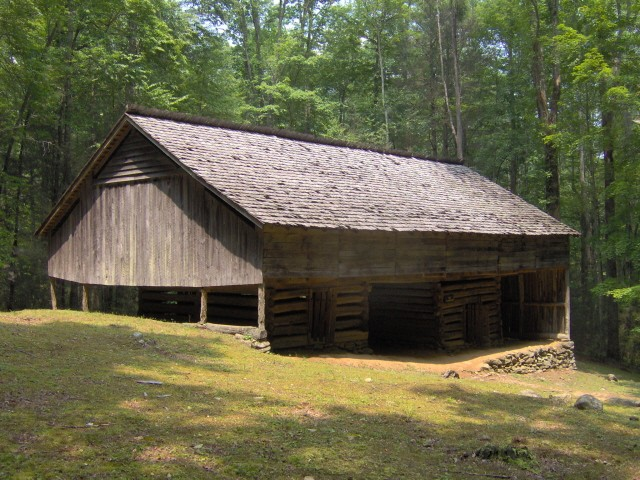
Messer Barn.
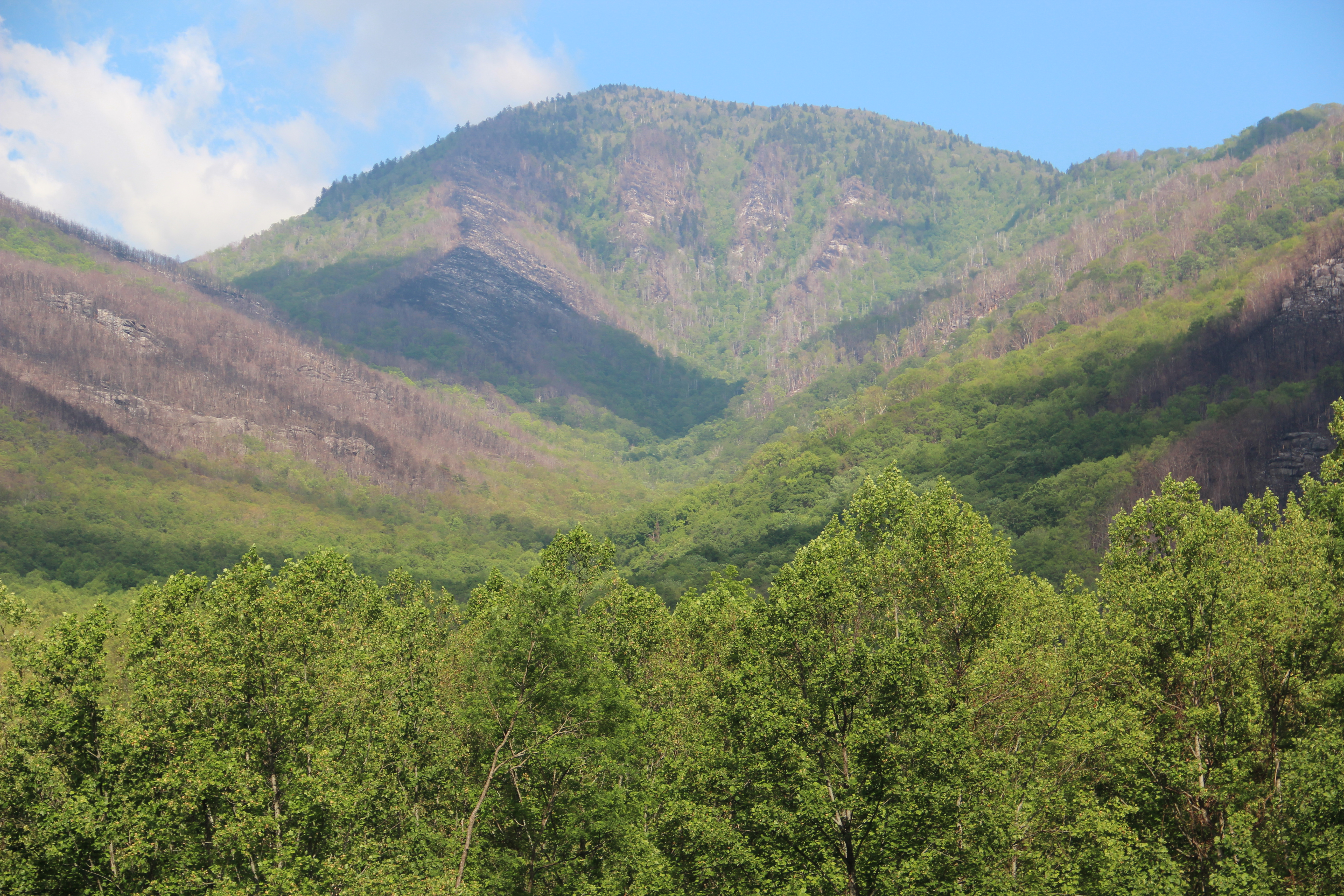
Le mont Le Conte.
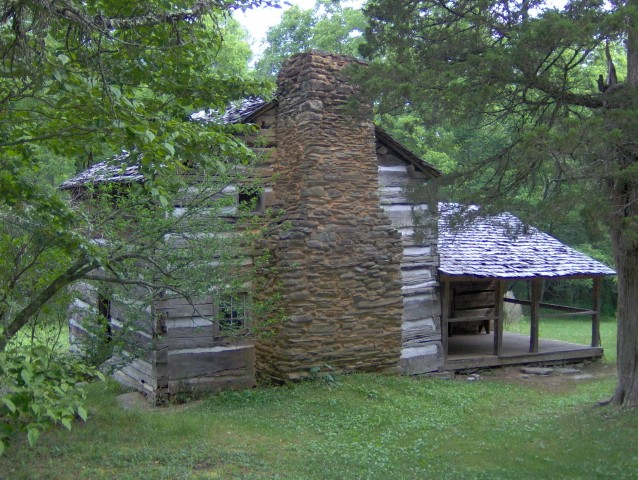
Walker Sisters' Place, ferme inscrite au Registre national des lieux historiques.
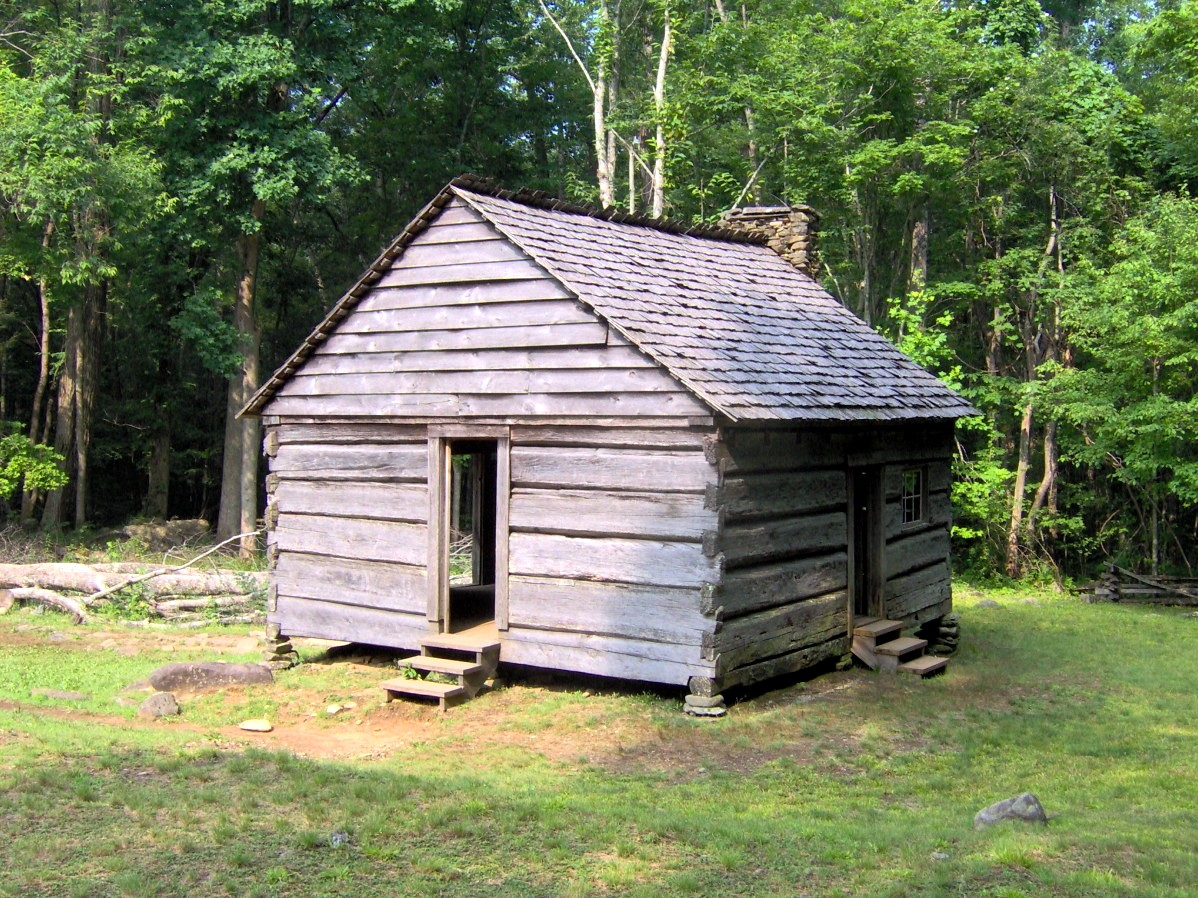
Alex Cole Cabin, cabane inscrite au Registre national des lieux historiques.

## Lieux protégés
- Alex Cole Cabin, une cabane.
- Noah Ogle Place, un district historique.
- Walker Sisters' Place, une ferme.
- Little Greenbrier School-Church, une église-école.